# 諫早市立喜々津東小学校
諫早市立喜々津東小学校（いさはやしりつ ききつひがししょうがっこう、Isahaya City Kikitsuhigashi Elementary School）は、長崎県諫早市多良見町シーサイドにある公立小学校。

## 概要
歴史
1983年（昭和58年）に喜々津地区の人口増加により多良見町立喜々津小学校から分離する形で開校。2013年（平成25年）に創立30周年を迎えた。
学校教育目標
「ふるさとを愛し、自らを高め、仲間とともに伸びようとする子どもを育成する。」
校章
校名「ききつ」の2つの「き」の文字を向い合せ、「喜」・「小」の文字と組み合わせている。
校歌
作詞は田島白路樹、作曲は指方浩による。歌詞は2番まであり、両番に校名の「喜々津東小学校」が登場する。
校区
住所表記で「諫早市多良見町」の後に「化屋（一部）、シーサイド」が続く地域。中学校区は諫早市立喜々津中学校。
学校においては、「シーサイド1区」「同２区」「同３区」「同４区」「塩浜」「化屋」「古墳」などと慣用的に区分けがなされている。なお、当校はシーサイド３区に存在する。

### 校舎・敷地
北側から、体育館、管理棟、校舎棟、小グラウンドと並ぶ。体育館、管理棟、校舎棟はそれぞれ渡り廊下で結ばれている。管理棟と校舎棟の渡り廊下に下足箱、図書室、給食室が配置されている。プールは大グラウンドを挟んで東側にある。小グラウンドには遊具が設置されている。南西端には学童保育施設が設置されている。　校門は３か所あるが、西門は職員の車の出入りがあるため児童の使用は許可されていない。基本的に、シーサイド1・2区の児童は北門から、3・4区その他の児童は南門から出入りする。

## 沿革
- 1983年（昭和58年）
  - 3月10日 - 校舎・体育館が完成。
  - 4月1日 - 「多良見町立喜々津東小学校」が開校。多良見町立喜々津小学校から395名が移籍する。
    - 12学級427名でのスタート。育友会が発足。

  - 7月23日 - 補助グラウンドの整備が完了。固定遊具を設置。
  - 9月30日 - 運動場が完成。プレハブ教室3教室が完成。図書室を2教室に分割。
- 1984年（昭和59年）
  - 2月 - 校歌・校旗を制定。
  - 3月 - 桜を植樹。
- 1987年（昭和62年）
  - 3月15日 - 6教室を増築。図書館の間仕切りを撤去し、復元。
  - 4月6日 - 中庭に小鳥舎が完成。
  - 6月4日 - プレハブ教室を撤去。
- 1988年（昭和63年）3月 - カイヅカイブキ、ツツジを植樹。
- 1990年（平成2年）4月1日 - 児童在籍数が最大の684名（18学級）を記録。プレハブ棟3教室を建設。
- 1991年（平成3年）3月31日 - プールが完成。
- 1992年（平成4年）
  - 4月17日 - プール横に栽培畑が完成。
  - 9月30日 - 運動場に照明器を設置。
- 1994年（平成6年）4月25日 - プレハブ棟を撤去。
- 1995年（平成7年）10月21日 - 6年生ペーロン体験学習を開始。
- 1996年（平成8年） 
  - 2月22日 - 校地周囲にマキ・ヤマモモ・キンモクセイ・カシ等を植樹。
  - 7月9日 - 社会体育用屋外トイレが運動場に設置される。
  - 11月16日 - 保護者の自由参観（学校公開日）を開始。
- 1997年（平成9年）10月24日 - 多目的遠足を新設し、各学年の計画による遠足を実施。
- 1998年（平成10年）7月1日 - 焼却炉を撤去し、ごみ集積場を新設。
- 1999年（平成11年） 
  - 2月23日 - パソコン室を設置。
  - 9月13日 - 陶芸用焼成窯を設置。
  - 12月5日 - 小学生対抗30人31脚50メートル走全国大会で6年2組が優勝する。
- 2000年（平成12年）2月4日 - 小運動場の改修工事を実施。
- 2005年（平成17年）3月1日 - 多良見町が諫早市に編入され、「諫早市立喜々津東小学校」（現校名）に改称。
- 2013年(平成25年) - 創立30周年を迎えた。

## アクセス
最寄りの鉄道駅
- JR九州 長崎本線 「喜々津駅」

最寄りのバス停
- 長崎県営バス「東小学校前」バス停

最寄りの国道・県道
- 国道34号 - 長崎バイパス・長崎自動車道長崎多良見ICに接続。
- 国道207号 - 大草・長与方面へ直通する。

## 周辺
- 住宅地(多良見シーサイドタウン)に囲まれている。東側は道路1本を挟んで大村湾である。

## 参考資料
- 「多良見町郷土誌」（1971年（昭和46年）、多良見町郷土誌編集委員会）
- 「多良見町郷土誌 -町制施行四十周年記念事業- 」（1995年（平成7年）2月、多良見町教育委員会）p.554 - 556。
- 「多良見町郷土誌 資・史料編 -町制施行四十周年記念事業-」（1995年（平成7年）2月、多良見町教育委員会）
- 「町史写真集 多良見町 三村合併50周年・多良見町閉町記念誌」（2005年（平成17年）2月、多良見町役場企画情報課）

## 関連事項
- 長崎県小学校一覧